# 女貞光面介
女貞光面介（学名：Xestoleberis ligastrillia）为光面介科光面介屬下的一个种。